# Friedrich-Wilhelm-Lübke-Kaserne
Die Friedrich-Wilhelm-Lübke-Kaserne war eine Kaserne in Tarp, die 1960 für die Luftwaffe errichtet wurde und zuletzt (bis 2005) von den Marinefliegern der Bundeswehr genutzt wurde.

## Geschichte
Die Kaserne wurde ab 1960 in der kleinen Ortschaft Tarp für das Aufklärungsgeschwader 51 errichtet. Diese bezog sie ab 1962. Bereits im November 1964 verlegte die AG51 nach Leck und übergab der Marinefliegergeschwader 2 von 1964/65 an das Kommando über die Einrichtung. Der Kaserne war der Fliegerhorst Eggebek angeschlossen, der bis 2006 genutzt wurde.
Ab dem 2. Februar 1985 erhielt die Kaserne den Namen „Friedrich-Wilhelm-Lübke-Kaserne“ nach dem gleichnamigen früheren Ministerpräsidenten von Schleswig-Holstein. Während ihres Bestehens war sie oft Besuchsziel von hochrangigen Politikern. Im November 1985 feierte man das 25. Jubiläum.
Nach Ende des Kalten Krieges wurden die Verbände MFG-1 und -2 ab 1993 in der Kaserne zusammengelegt. Ende der 1990er Jahre entschied sich jedoch, dass die Bundeswehr ihre Marinefliegereinheiten gänzlich auflösen würde. Ende 2005 wurde die Kaserne stillgelegt und ab 2006 für ein Wohngebiet freigegeben. Die ganze Kasernenanlage wurde abgerissen und es wurden dort Einfamilienhäuser errichtet. Heute erinnert nur ein kleiner Hain an die Kaserne.

## Bildergalerie

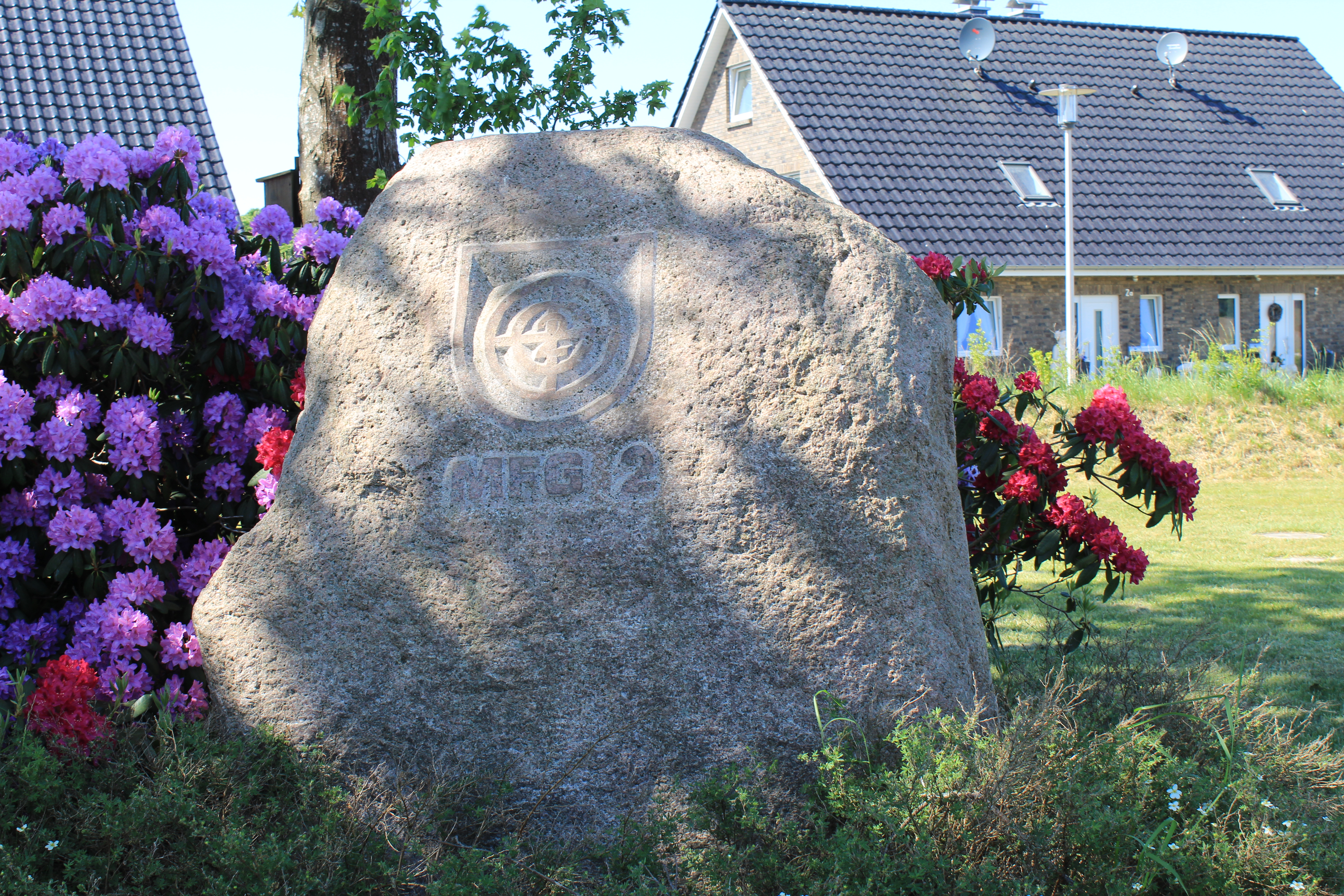
Erinnerungsstein an das ehemalige MFG 2 in Tarp
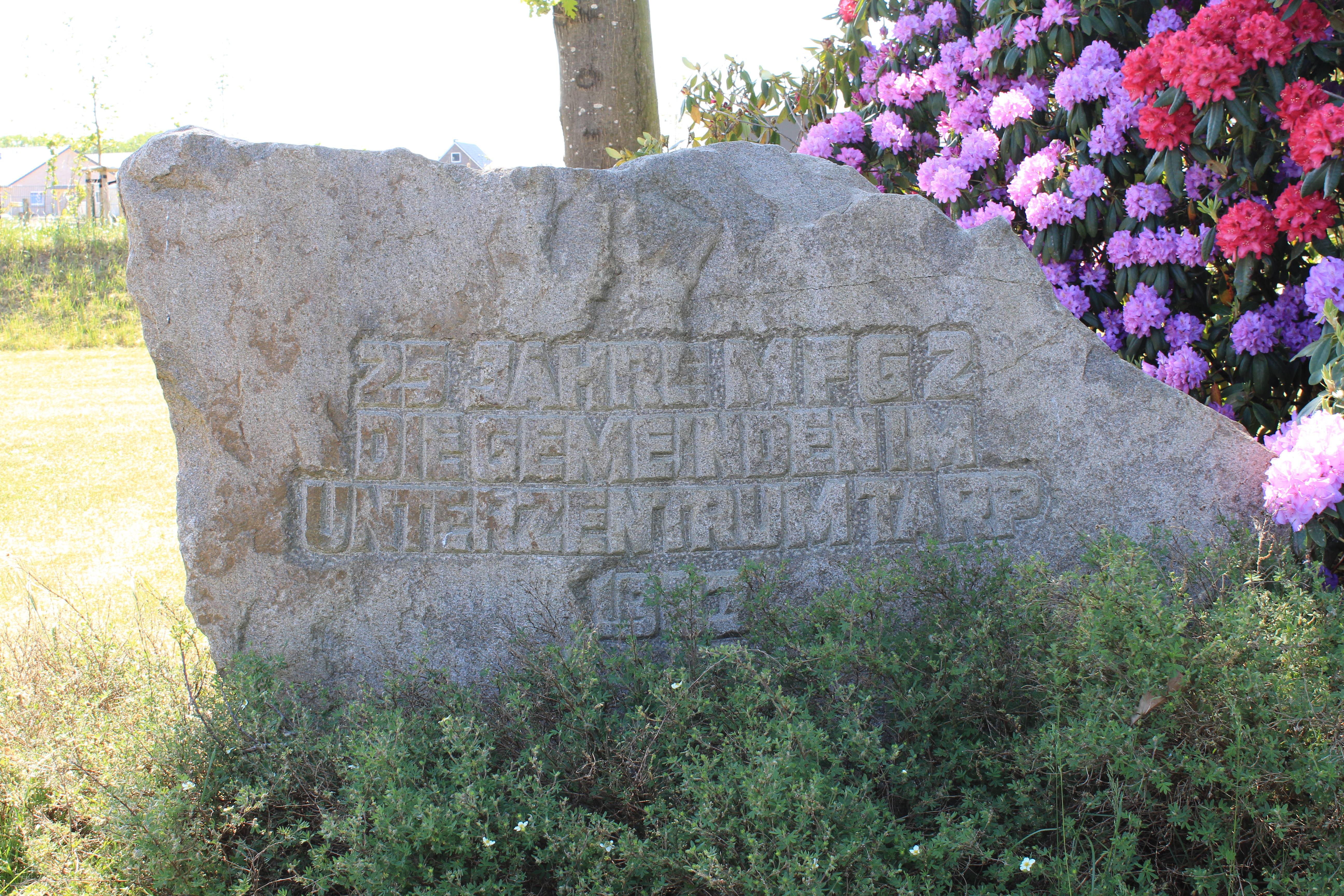
Erinnerungsstein der Kasernenanlage